# 中央公园 (苏州)

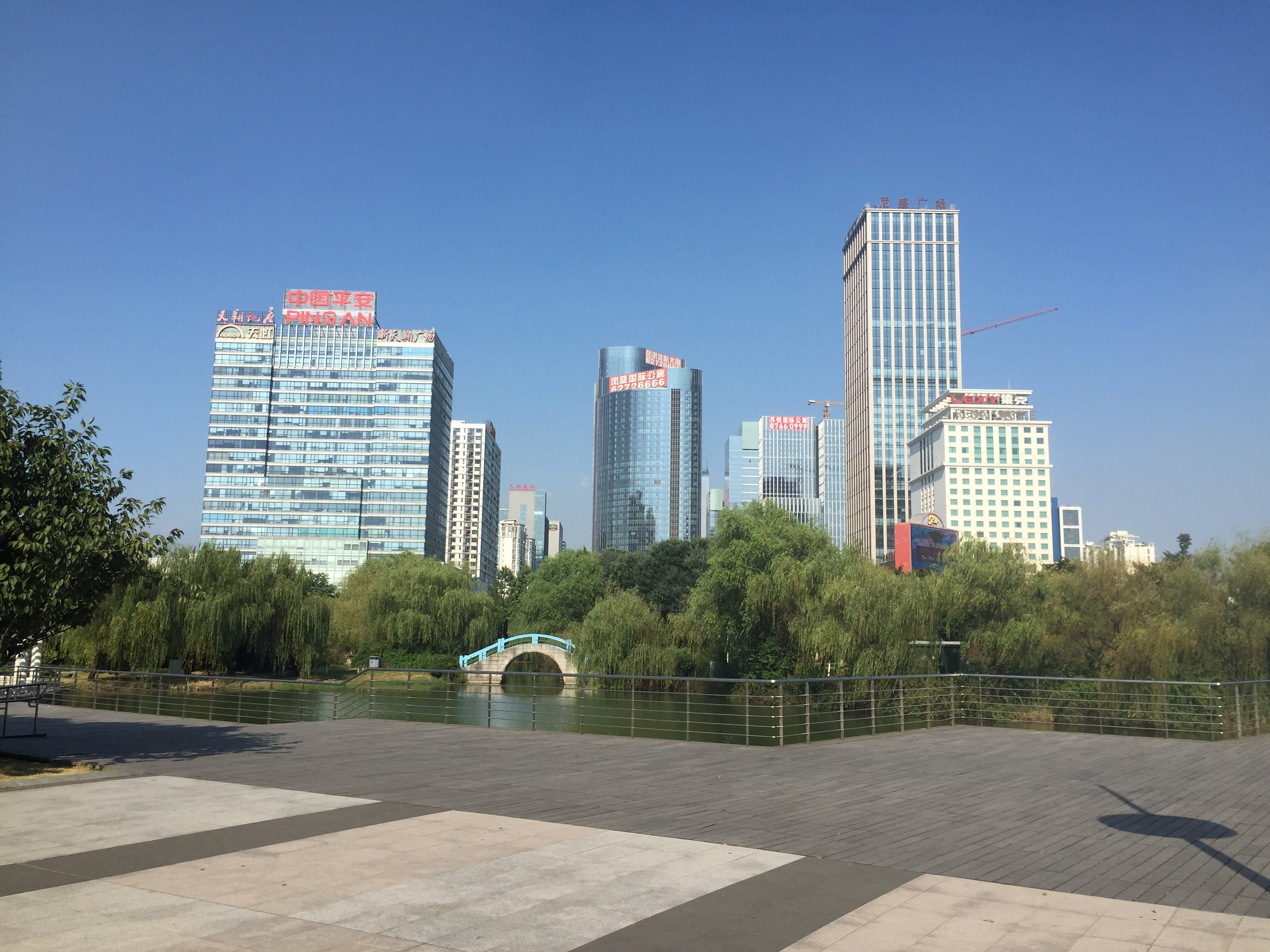
中央公园一景

中央公园（英語：Central Park），是一座位于中国江苏省苏州市工业园区的公园，于1999年9月26日建成开放。

## 简介

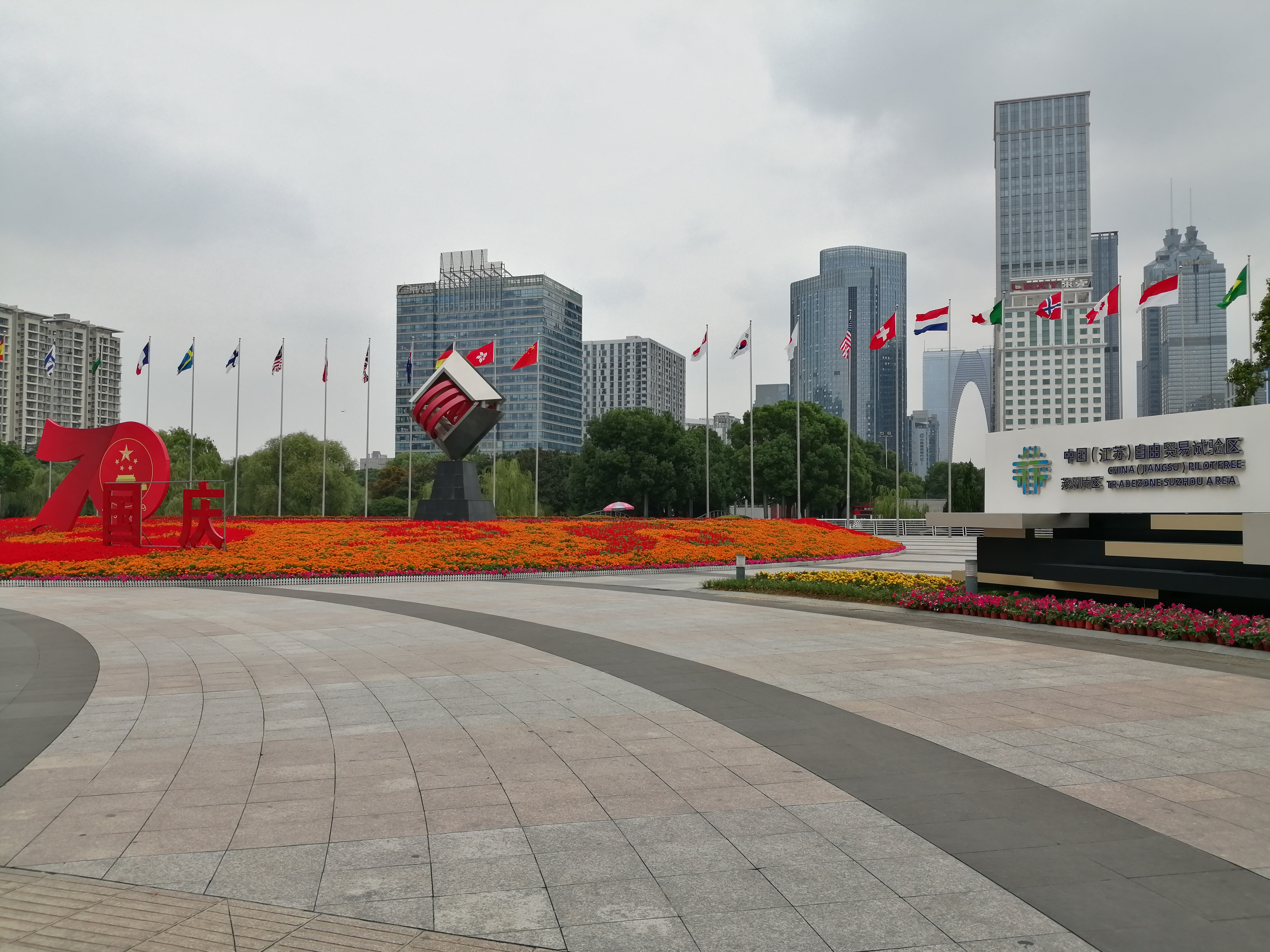
中央公园入口，包括《合作》雕像及飘扬于空中的各国国旗，右侧有江苏自贸区苏州片区的标志

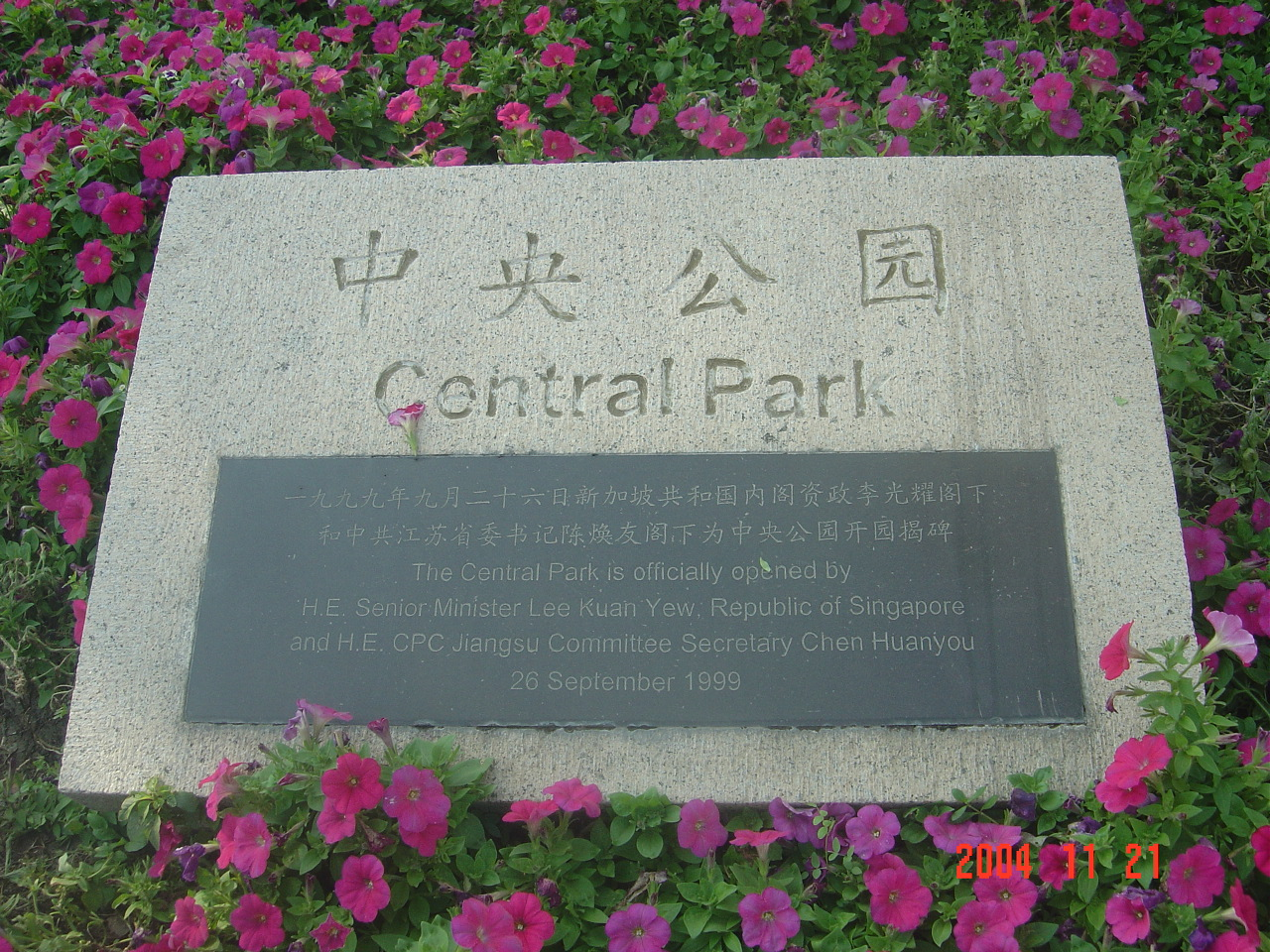
中央公园奠基石碑

中央公园于1999年3月24日破土动工，1999年9月26日建成开放，时任中共江苏省委书记陈焕友、新加坡内阁资政李光耀为中央公园揭牌。
该公园占地12公顷，其中在入口处挂有《合作》的雕像及各国国旗，以展现中新合作的丰富理念。公园的内部有一个圆形的广场，地面上有马赛克铺成的世界地图。目前该公园是附近居民休憩的场所，而公园的东西向步行道为苏州大道西的一部分。

## 交通
公交
- 中央公园：4、146、160、518
- 中央公园北：178、256、307、814、818
- 中央公园西：32、53、160、200

轨道交通
- 苏州轨道交通1号线中央公园站